# William Henry Young
William Henry Young (Londres, 20 de outubro de 1863 — Lausanne, 7 de julho de 1942) foi um matemático inglês. Young foi educado na City of London School e Peterhouse, Cambridge. Ele trabalhou na teoria da medida, séries de Fourier, cálculo diferencial, entre outros campos, e fez contribuições para o estudo de funções de várias variáveis complexas. Ele era o marido de Grace Chisholm Young, com quem é autor e co-autor de 214 artigos e 4 livros. Dois de seus filhos se tornaram matemáticos profissionais (Laurence Chisholm Young, Cecilia Rosalind Tanner). O teorema de Young foi nomeado após ele.
Em 1913, ele foi o primeiro a ser nomeado para a recém-criada cadeira de Hardinge Professor of Pure Mathematics na Universidade de Calcutá, que ocupou de 1913 a 1917. Ele também ocupou o cargo de professor em tempo parcial de Filosofia e História da Matemática na Universidade de Liverpool de 1913 a 1919.
Foi eleito para a Royal Society em 2 de maio de 1907. Serviu como presidente da London Mathematical Society de 1922 a 1924. Em 1917 foi premiado com a Medalha De Morgan da London Mathematical Society e em 1928 o Sylvester Medalha da Royal Society.
Serviu como presidente da International Mathematical Union de 1929 a 1936.

## Obras
- The fundamental theorems of the differential calculus, 1910
- com Grace Chisholm Young: The first book of geometry, 1905 (livro de geometria para crianças)
- com Grace Chisholm Young: The theory of sets of points, 1906